# Мансано, Марта
Марта Мансано Вильегас (исп. Martha Manzano Villegas, род. 1 июля 1953, Кали) — колумбийская прыгунья в воду. Участница летних Олимпийских игр 1968 года, бронзовый призёр Игр Центральной Америки и Карибского бассейна 1966 года. Первая женщина, представлявшая Колумбию на Олимпийских играх.

## Биография
Марта Мансано родилась 1 июля 1953 года в колумбийском городе Кали.
В 1966 году, когда ей было меньше 13 лет 2 месяцев, завоевала бронзовую медаль Игр Центральной Америки и Карибского бассейна в Сан-Хуане, заняв 3-е место в прыжках с 3-метрового трамплина. Она набрала 110,34 балла, уступив двум мексиканкам Берте Баральди (121,18) и Доре Эрнандес (117,74).
В 1968 году вошла в состав сборной Колумбии на летних Олимпийских играх в Мехико. В прыжках с 3-метрового трамплина заняла последнее, 22-е место, набрав 63,12 балла и уступив 86,65 балла завоевавшей золото Сью Госсик из США.
Мансано стала первой женщиной, представлявшей Колумбию на Олимпийских играх.